# David Yallop
David Anthony Yallop (* 27. Januar 1937 in London; † 23. August 2018 ebenda) war ein britischer Autor und Drehbuchautor.

## Leben
Yallop arbeitete seit 1968 als Schriftsteller und Drehbuchautor, u. a. für Monty Python.
Er veröffentlichte mehrere investigative Bücher über echte oder vermeintliche Kriminalfälle. So beschäftigte sich Yallop unter anderem mit den Fällen des Yorkshire Rippers und des Briten Derek Bentley, der 1953 für einen Mord hingerichtet wurde, den er nicht begangen hatte. Internationale Bekanntheit erlangte Yallop mit dem Buch Im Namen Gottes?, in dem er Verschwörungstheorien über den Tod von Papst Johannes Paul I. aufstellte. So behauptete Yallop, der Papst sei 1978 vergiftet worden, da er korrupte Machenschaften der Vatikanbank aufdecken und beseitigen wollte, die in Zusammenhang mit der Affäre um die Freimaurerloge Propaganda Due (P2) stünden.
Auch einige Drehbücher stammen aus der Feder von David Yallop. So schrieb er 1975 bis 1976 Drehbücher für die Fernsehreihe Crown Court, 1980 das Drehbuch für den neuseeländischen Fernsehfilm Ohne jeden Zweifel, 1990 für den Kinofilm Chicago Joe und das Showgirl und von 1984 bis 1993 Drehbücher für die Fernsehserie Der Aufpasser.

## Publikationen
- To Encourage the Others, 1971 (über den Fall des Derek Bentley), Corgi, 1990, ISBN 0-552-13451-1 (englisch)
- The Day the Laughter Stopped, 1976 (über den Skandal um Fatty Arbuckle)
- Beyond Reasonable Doubt?, 1978 (über einen Mordfall in Neuseeland)
- Deliver Us From Evil, 1981, dt. 1989: … und erlöse uns von dem Bösen (Geschichte des Yorkshire Rippers), Droemer Knaur, 1989, ISBN 3-426-03951-6
- In God's Name, 1984, dt. 1984: Im Namen Gottes? (über den Tod des Papstes Johannes Paul I.), Rowohlt, Reinbek bei Hamburg 2001, ISBN 3-499-61175-9
- To the Ends of the Earth: The Hunt for the Jackal, 1993, dt. 1993: Die Verschwörung der Lügner (über Terrorismus), Droemer Knaur, 1995, ISBN 3-426-77138-1
- Unholy Alliance, 1999, dt. 1999: Unheilige Allianz (Politthriller), Kiepenheuer&Witsch, Köln 1999, ISBN 3-462-02847-2
- How They Stole the Game, 1999, dt.: Wie das Spiel verloren ging (über Korruption beim Fußball), ISBN 3-430-19875-5
- The Power and the Glory, 2007 (über den Vatikan unter Johannes Paul II.)